# 广和县
广和县（越南语：／）是越南高平省下辖的一个县。

## 地理
广和县北接重庆县，南接石安县，东接下琅县和中国广西壮族自治区，西接和安县。

## 历史
1967年3月8日，广渊县和复和县合并为广和县。广和县下辖广渊市镇和平陵社、格灵社、该簿社、至草社、沱山社、大进社、兌坤社、独立社、幸福社、黄海社、鸿大社、鸿定社、鸿光社、良善社、美兴社、玉洞社、非海社、福莲社、广兴社、国民社、国风社、国瓒社、归顺社、仙城社、赵妪社、自由社。
1969年9月15日，下琅县撤销，晴日社、泰德社、越州社、光隆社、安乐社、氏花社、姑银社、荣贵社划归广和县管辖。
1981年6月10日，美兴社和归顺社调整边界，美兴社更名为归顺社，归顺社更名为驮隆社；大进社和沱山社合并为大山社；国瓒社划归茶岭县管辖。
1981年9月1日，晴日社、泰德社、越州社、光隆社、安乐社、氏花社、姑银社、荣贵社划归重新设立的下琅县管辖。
1999年8月11日，驮隆社分设为驮隆市镇和和顺社。
2001年12月13日，广和县分设为广渊县和复和县。
2007年12月13日，复和县和顺社改制为和顺市镇。
2010年11月1日，广渊县至草社和国风社部分区域划归广渊市镇管辖。
2020年1月10日，复和县鸿大社部分区域和赵妪社合并为闭文亶社，鸿大社剩余部分并入格灵社，良善社并入和顺市镇；广渊县黄海社并入玉洞社，平陵社并入独立社，国民社并入福莲社，鸿定社并入幸福社，兑坤社并入自由社，国风社并入广渊市镇。
2020年2月11日，广渊县、复和县和茶岭县国瓒社合并为广和县。

## 行政区划
广和县下辖3市镇16社，县莅广渊市镇。
- 和顺市镇（Thị trấn Hòa Thuận）
- 广渊市镇（Thị trấn Quảng Uyên）
- 驮隆市镇（Thị trấn Tà Lùng）
- 闭文亶社（Xã Bế Văn Đàn）
- 格灵社（Xã Cách Linh）
- 该簿社（Xã Cai Bộ）
- 至草社（Xã Chí Thảo）
- 大山社（Xã Đại Sơn）
- 独立社（Xã Độc Lập）
- 幸福社（Xã Hạnh Phúc）
- 鸿光社（Xã Hồng Quang）
- 美兴社（Xã Mỹ Hưng）
- 玉洞社（Xã Ngọc Động）
- 非海社（Xã Phi Hải）
- 福莲社（Xã Phúc Sen）
- 广兴社（Xã Quảng Hưng）
- 国瓒社（Xã Quốc Toản）
- 仙城社（Xã Tiên Thành）
- 自由社（Xã Tự Do）